# Դ

Դとդ

筆記体

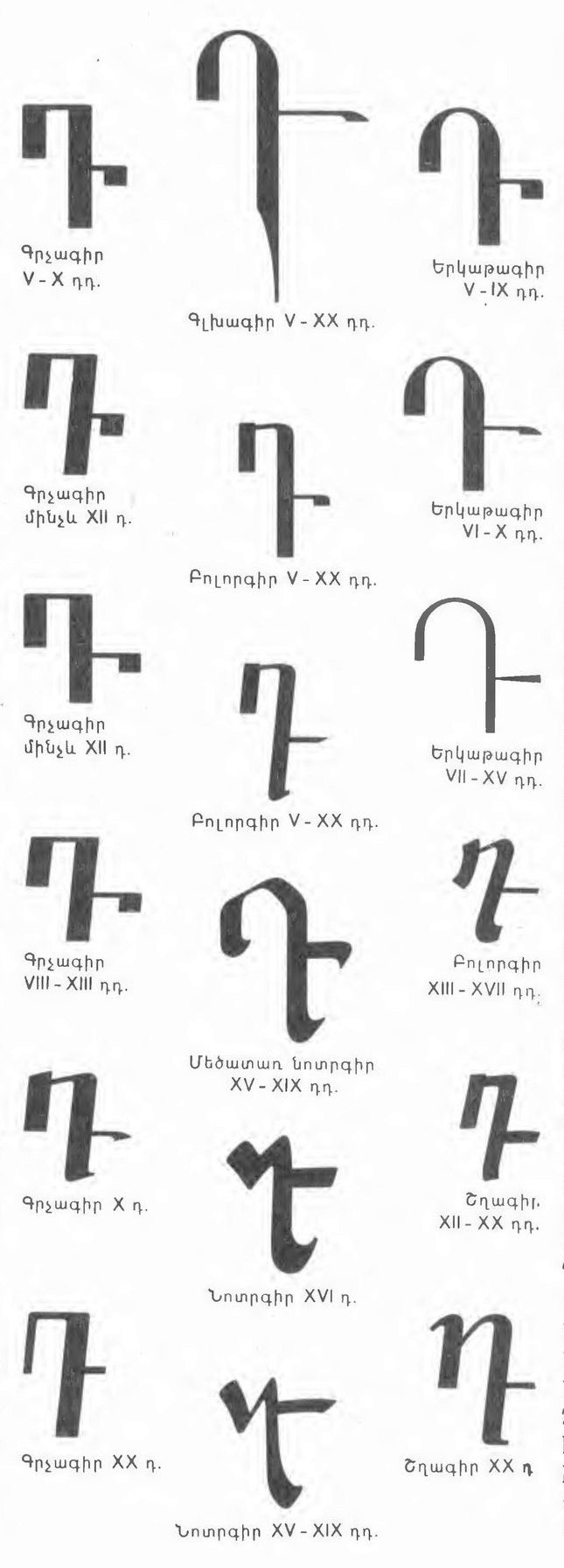
Դとդの様々な書体

Դ, դ（アルメニア語: դա、発音は東アルメニア語でda、西アルメニア語でta）は、アルメニア文字の4番目の文字である。405年ごろにメスロプ・マシュトツによって作成されたと見られる。

## 使用
東アルメニア語では有声歯茎破裂音[d]を表す。西アルメニア語では無声有気歯茎破裂音[tʰ]を表す。記数法では4を表す。東アルメニア語のラテン文字転写では「D」と記す。
文法上では-դ（発音は[-ət']）が二人称の所有接辞である（գիրք → գիրքդ）。
アルメニア共和国の通貨、ドラムの記号֏はこの文字に由来する。

## 書体

## 符号位置
| 文字 | Unicode | JIS X 0213 | 文字参照        | 備考 |
| ---- | ------- | ---------- | --------------- | ---- |
| Դ    | U+0534  | -          | &#x534; &#1332; |      |
| դ    | U+0564  | -          | &#x564; &#1380; |      |